# أحمد الداعوق
أحمد الداعوق، سياسي لبناني، تولّى رئاسة الوزراء في لبنان مرتين إحداهما خلال فترة الانتداب الفرنسي، كما أنه عُيّن وزيراً بفترة من الفترات.

## رئاسته للوزارة والوزارات التي تولاها

### توليه لرئاسه الوزراء
- من 1 ديسمبر 1941 إلى 27 يوليو 1942 في عهد الرئيس ألفرد جورج النقاش خلال الانتداب.
- من 14 مايو 1960 إلى 1 اغسطس 1960 في عهد الرئيس فؤاد شهاب.

### الوزارات التي تولاها
- نائبا لرئيس مجلس الوكلاء ووكيل أمانة سر الدولة للأشغال العامة ووكيل أمانة سر الدولة للبرق والبريد من 10 أبريل 1941 إلى 1 ديسمبر 1941 في حكومة ألفرد جورج النقاش في عهد الرئيس ألفرد جورج النقاش خلال الانتداب.
- وزيرا للمالية من 1 ديسمبر 1941 إلى 27 يوليو 1942 في حكومته في عهد الرئيس ألفرد جورج النقاش خلال الانتداب.
- وزيرا للدفاع الوطني من 14 مايو 1960 إلى 1 أغسطس 1960 في حكومته في عهد فخامة الرئيس فؤاد شهاب.